# Публий Ювенций Целз (консул 164 г.)
Публий Ювенций Целз (на латински: Publius Iuventius Celsus) е политик и сенатор на Римската империя през 2 век.

## Биография
Целз произлиза от Горна Италия и е внук или син на Публий Ювенций Целз (юрист, консул 129 г.).
През 155 г. Целз става понтифекс, между 160 и 163 г. е легат на провинция Галация в Мала Азия. През 164 г. става редовен консул заедно с Марк Помпей Макрин.